# Anjala (Kouvola)
Anjala est un quartier et une zone statistique d'Anjalankoski à Kouvola en Finlande .

## Description
Anjala est situé sur le territoire de l'ancienne municipalité d'Anjalankoski, à l'ouest du fleuve  Kymijoki et d'Inkeroinen.
L'église d'Anjala a été construite en 1755–1756 et le manoir d'Anjala dans les années 1790.
Les installations industrielles de la papeterie d'Anjala et de l'usine de carton d'Inkeroinen construites le long du fleuve Kymijoki sont des monuments à la fois de l'histoire industrielle et de l'architecture moderne.
La fondation des papeteries d'Anjala a été décidée en 1936 et la construction a été réalisée en 1937-1938 selon les principes de conception du fonctionnalisme. 
La papeterie se composait d'un broyeur, d'une salle des machines à papier et d'un entrepôt de post-traitement. 
L'usine a été agrandie dans les années 1980.
Les rapides Ankkapurha sont situés entre Anjala et Inkeroinen.
La centrale hydroélectrique d'Anjalankoski est à Anjala.
Les quartiers voisins sont Myllykoski, Keltakangas, Inkeroinen, Ummeljoki, Pohjois-Elimäki et Etelä-Elimäki.

## Galerie

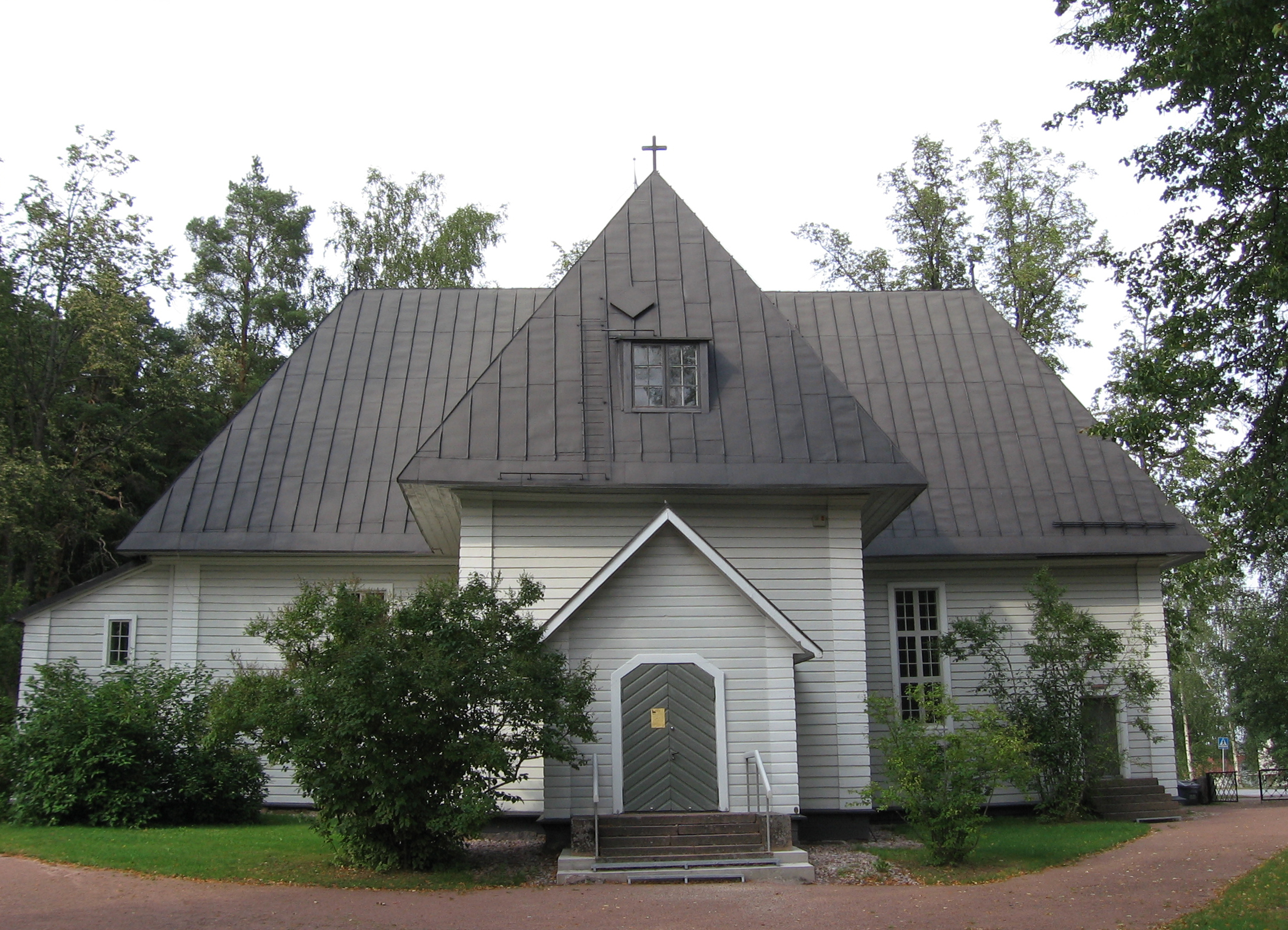
Église d'Anjala.
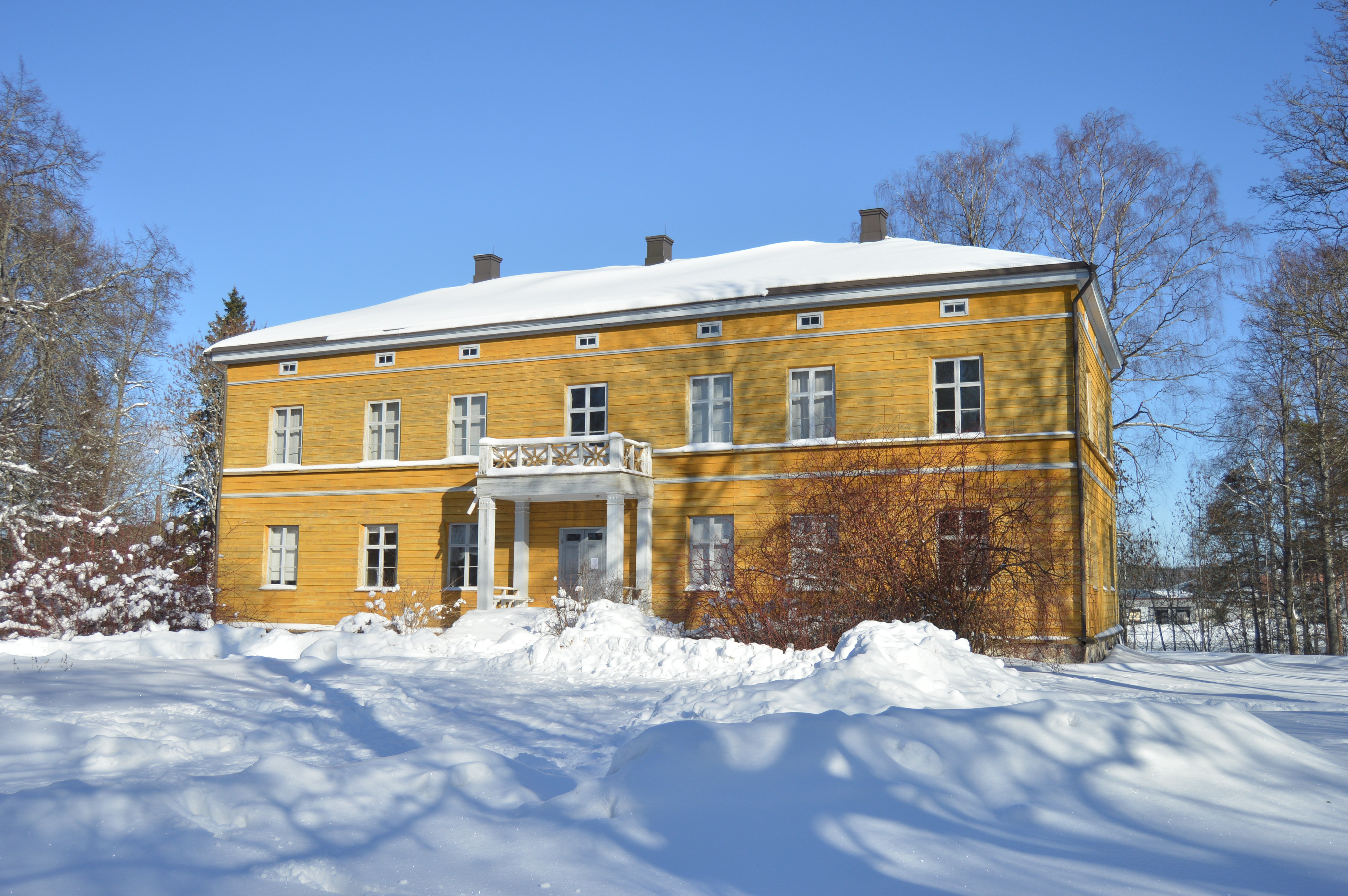
Manoir d'Anjala.
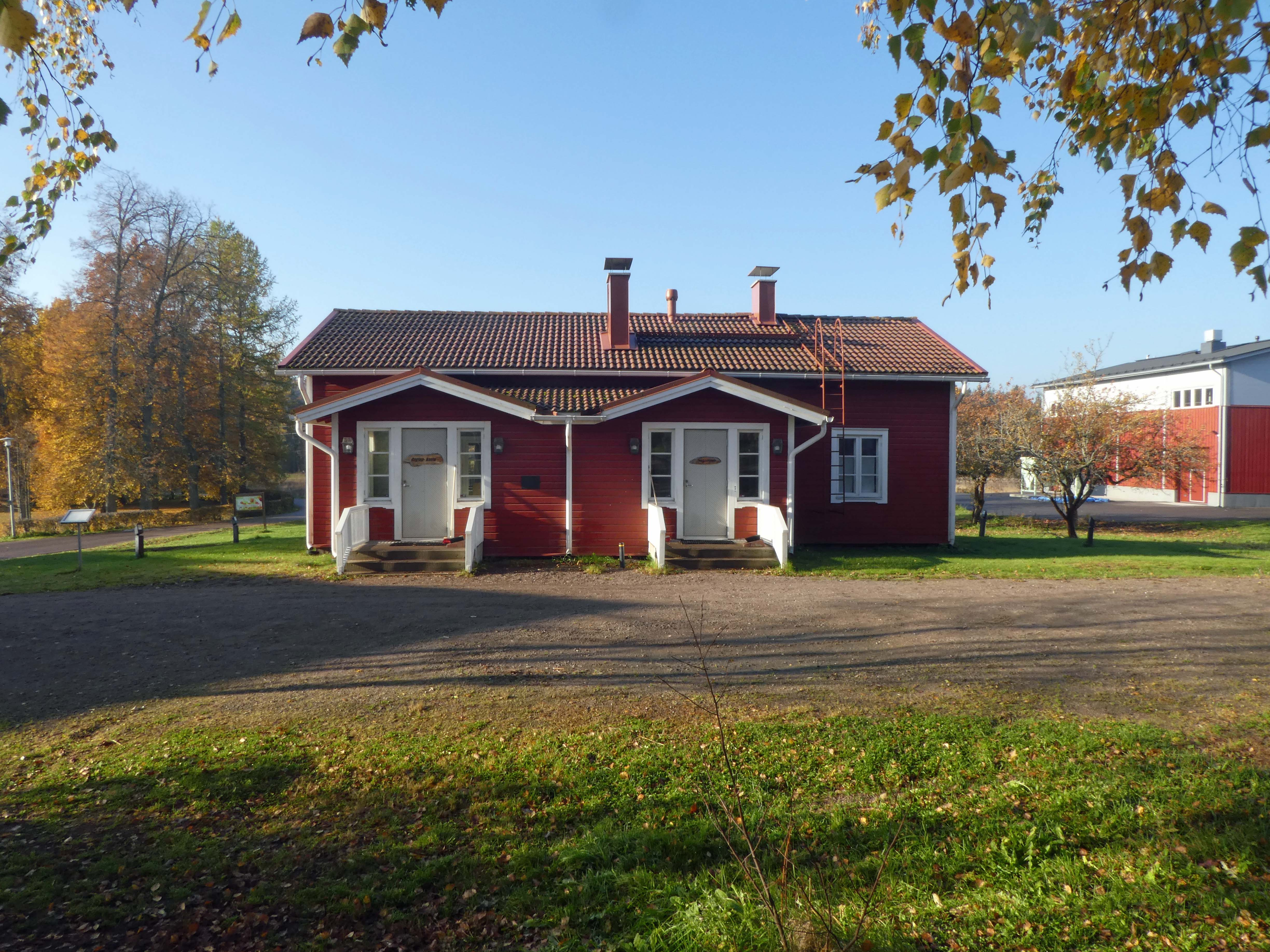
Reginaskolan en 2018.